# Mode dégradé
Un mode dégradé est (initialement en langage militaire, puis de préparation de crise sanitaire ou économique) une situation où tout ou une partie d'une entité organisée (armée, entreprise, système, gouvernement, groupe humain, hôpital, voire exceptionnellement tout un continent ou la planète...) doit fonctionner sans ses ressources habituelles, humaines et matérielles. Il peut s'agir d'une guerre, d'un grave attentat (bioterrorisme), d'une catastrophe majeure (technologique ou naturelle), de type accident nucléaire, tremblement de terre, tsunami majeur, ou d'une épidémie ou pandémie grave.

## Fonctionnement en mode dégradé
Pour réagir au mieux et retrouver au plus vite une situation normale ou « restaurée », les acteurs vitaux sont généralement invités à se préparer à fonctionner en « mode dégradé », par exemple et notamment dans le cadre des plans de continuité.
Fonctionner en mode dégradé, c'est tenter de fournir le service jugé indispensable, en manquant de ressources complètes ou fiables ou régulières en énergie (dont électrique), en transport, télécommunication, etc.
Ce concept est aussi associé à l'idée de travailler en manquant de personnel ou de personnel compétent.
Ceci nécessite une préparation, qui relève du domaine de l'apprentissage de la gestion de crise.

## Mode «sûreté intégrée»
On parle aussi de sûreté intégrée (en anglais fail-safe mode) d'un procédé automatisé dans le domaine technique, indiquant qu'en cas de panne d'un système, le mode sûreté intégrée entre en jeu et se charge de prévenir de toutes conséquences destructrices du système dues à une ou plusieurs pannes. Cela veut dire non pas que le système ne fonctionnera plus mais simplement que les pannes ne pourront pas s'aggraver grâce à ce mode. Il s'agit donc d'une sûreté. Si un système dont le mode sûreté intégrée est déclenché, tombe en panne, son état ne pourra être pire que l'état dans lequel il se trouvait au moment de la panne ayant déclenché le mode de sûreté intégrée.

## Exemples
À titre d'exemple, l'aviation civile prévoit, des modes dégradés : exigences ATS.OR.205 et ATM/ANS.OR.C.005 du règlement d'exécution (UE) 2017/373]. Le basculement dans un tel mode en cas de force majeure permet d'assurer une exploitation tout aussi sûre mais moins performante (notamment en matière d'écoulement des flux), la sécurité demeurant toujours prioritaire sur toute autre considération.